# Haccombe
Haccombe – wieś w Anglii, w Devon. Leży 22,6 km od miasta Exeter, 44,8 km na zachód od miasta Plymouth i 267,1 km na północny wschód od Londynu. W 1881 roku civil parish liczyła 14 mieszkańców. Haccombe jest wspomniana w Domesday Book (1086) jako Hacome/Hacoma.